# Custer City
Custer City – miasto w Stanach Zjednoczonych, w stanie Oklahoma, w hrabstwie Custer.